# Gunn Wållgren
Gunnel Margaret Haraldsdotter Wållgren (født 16. november 1913, død 4. juni 1983) var en svensk skuespillerinde. Hun huskes bedst for sin rolle som Helena Ekdahl i Ingmar Bergmans Fanny og Alexander (1982).

## Liv og karriere
Gunn Wållgren var datter af Harald Wållgren (1880–1959) og hans hustru Margareta Gimberg (1887–1976). Hun voksede op i Göteborg og tilbragte somrene i sin mors og mosters sommervilla Söndagskullen i Kvicksund.
I perioden 1934 til 1937 studerede Gunn Wållgren på Dramatens elevskola. Efter sine skoleår blev hun tilbudt fast ansættelse på Dramaten, hvor hun blev en af teaterets førende skuespillere. Udover Dramaten spillede Wållgren på flere privatteatre i Stockholm såsom Nya Teatern, hvor hun opførte kendte Tjekhov-fortolkninger.
Også på film leverede Wållgren bemærkelsesværdige præstationer i 1940'erne og 1950'erne, blandt andet i Medan porten var stängd (1946). Hun fik sin debut i Kvinder i fangenskab (1943), der er instrueret af Olof Molander. Hun er også kendt for at medvirke i Brødrene Løvehjerte (1977), der er baseret på Astrid Lindgrens børnebog af samme navn.
I 1981 vandt Wållgren en Guldbagge i kategorien bedste skuespillerinde for filmen Sally og friheden (1980). Hendes sidste filmrolle blev den anmelderroste Fanny og Alexander, der udkom i 1982.

## Privatliv
Wållgren var først gift med Hampe Faustman (1919-1961) fra 1941 til 1949, hvor parret blev skilt. De fik to døtre, Susanne og Elaine. Fra 1954 var hun gift med Per-Axel Branner indtil hans død i 1975.
Kort tid efter at optagelserne til Fanny og Alexander var afsluttet, fik Gunn Wållgren konstateret kræft. Hendes tilstand forværredes hurtigt, og hun døde af sygdommen den 4. juni 1983, 69 år gammel.
Gunn Wållgren ligger begravet på Norra begravningsplatsen i Solna.

## Udvalgt filmografi
- Kvinder i fangenskab (1943)
- Det sjette skud (1943)
- Sonja (1943)
- Ordet (1943)
- Pigen og djævlen (1944)
- Kejseren af Portugalien (1944)
- Begær (1946)
- Medan porten var stängd (1946)
- Kvinden uden ansigt (1947)
- Glasbjerget (1953)
- Kjolen (1964)
- Miss and Mrs Sweden (1969)
- Frida och hennes vän (tv-serie, 1970)
- Manden, som holdt op med at ryge (1972)
- Brødrene Løvehjerte (1977)
- Strandvaskeren (tv-serie, 1978)
- Sally og friheden (1981)
- Fanny og Alexander (1982)